# Armoriale dei comuni della provincia di Mantova

Stemma della Provincia di Mantova

Questa pagina contiene le armi (stemmi e blasonature) dei comuni della provincia di Mantova.
| Stemma                                                                | Comune e blasonatura | Gonfalone e bandiera |
| --------------------------------------------------------------------- | --- | -------------------- |
|                                                                       | Acquanegra sul Chiese D'azzurro, ad un fondo d'acqua oscurato dalla notte, con riflessi d'oro, e sormontato da tre stelle pure d'oro, disposte 1 e 2, circondato da due rami di quercia e d'alloro annodati da un nastro dai colori nazionali. R.D. del 28 aprile 1937 |                      |
|                                                                       | Asola Di rosso, al leone d'argento, coronato d'oro all'antica. Ornamenti esteriori di città Gonfalone: Drappo partito di rosso e di bianco… |                      |
|                                                                       | Bagnolo San Vito Stemma raffigurante due mani che si stringono su campo giallo più intenso per la parte superiore ed azzurro più intenso per la parte inferiore rappresentante l'acqua Gonfalone: drappo di azzurro… |                      |
|                                                                       | Borgofranco sul Po D'argento, al borgo di case raccolte intorno alla torre coperta, tra le quali un varco, fondato sulla campagna percorsa da strade, il tutto al naturale. |                      |
|                                                                       | Borgo Mantovano Interzato in fascia: nel primo, d'argento, alla torre di due palchi di rosso, coperta da una cupola emisferica dello stesso, aperta del campo, fondata sulla partizione, sormontata da una fascia diminuita di rosso, caricata di un'aquila al volo abbassato d'argento; nel secondo, d'argento, delimitato in alto da una fascia diminuita confinante di rosso, caricata dal trigramma IHS di nero e in basso da una fascia diminuita confinante di verde, il campo col busto di Carlo Poma al naturale, posto di profilo, accompagnato ai lati da due rami di alloro ricurvi di verde; nel terzo, di rosso, al torrione torricellato d'argento, il torrione merlato di sette e aperto del campo, la torricella merlata di tre e finestrata di una dello stesso, fondato sulla campagna diminuita di verde, il tutto sormontato da due spade decussate d'argento, guarnite d'oro. Ornamenti esteriori da Comune. Gonfalone: Drappo di bianco… DPR del 1º agosto 2019 |                      |
|                                                                       | Borgo Virgilio Inquartato dalla croce d'azzurro: nel primo, di cielo, al castello d'argento, torricellato di tre, merlato alla ghibellina, aperto e finestrato del campo, fondato sulla pianura erbosa; nel secondo e nel terzo d'argento; nel quarto, d'oro, alla testa del poeta Virgilio, coronata d'alloro. Sotto lo scudo, su lista bifida svolazzante d'argento, il motto, a lettere d'azzurro: Labor omnia vincit. Ornamenti esteriori da Comune. Gonfalone: Drappo di azzurro. DPR del 25 novembre 2019 |                      |
| Stemma nella forma sannitica                                          | Bozzolo D'azzurro, all'albero di bosso al naturale, nodrito su di una campagna di verde erbosa. Ornamenti esteriori di città accompagnati dal motto VIRET et VIREBIT. Decreto imperiale di Rodolfo II nel 1594 Gonfalone: Drappo granata caricato dello stemma del comune con la scritta centrata in argento: Comune di Bozzolo. |                      |
|                                                                       | Canneto sull'Oglio D'azzurro, alla torre alla ghibellina, aperta e finestrata di nero, sulla campagna di verde, accompagnata da due canne gogliate di verde. Circondato da due rami di alloro e di quercia annodato da un nastro dai colori nazionali. Ornamenti esteriori da Città. D.C.G. dell'8 settembre 1942 |                      |
|                                                                       | Carbonara di Po Di cielo, ad uno specchio di acqua al naturale, alla figura di Nettuno, che seduto su di un gruppo di scogli, uscenti dal fianco destro dello scudo, e traversanti in fascia, poggia l'avanbraccio destro, su di un'anfora coricata da cui sgorga acqua, e tiene nel braccio sinistro; piegato verso l'alto, un remo con la punta tuffata nel mare, ad uno scoglio, uscente quasi al limite dell'orizzonte, dal fianco sinistro, e alla stella di argento, raggiata di 5, posta in capo. Lo stemma cimato da corona nobiliare. |                      |
|                                                                       | Casalmoro |                      |
|                                                                       | Casaloldo Una torre incorniciata da un ovale riportante la scritta "Casalis Alti Comunitas". |                      |
|                                                                       | Casalromano Di verde erboso all'accampamento quadrato normale romano; circondato da due rami di quercia e d'alloro, annodati da un nastro dai colori nazionali. Ornamenti esteriori da Comune. R.D. del 21 giugno 1934 |                      |
|                                                                       | Castel d'Ario D.P.R. del 14 febbraio 1963 |                      |
|                                                                       | Castel Goffredo D'argento, al castello di rosso, mattonato di nero, merlato alla ghibellina di cinque, munito di tre torri coperte, la torre centrale più alta e più larga, esso castello fondato in punta, chiuso di nero, finestrato di cinque dello stesso, tre finestre quadrangolari nelle torri, due tonde nel corpo del castello. Ornamenti esteriori da Città. Gonfalone: Drappo partito di bianco e di rosso. DPR del 12 settembre 2003 |                      |
|                                                                       | Castelbelforte Di azzurro, alla torre di cinque palchi, privi di merli, d'argento, murata di nero, chiusa dello stesso, i tre palchi inferiori su base quadra, i due superiori su base tonda, essi palchi finestrati di nero, il primo e il quinto finestrati di due in fascia, il secondo di tre in fascia, il terzo e il quarto di uno, essa torre fondata sulla pianura diminuita di verde. Ornamenti esteriori da Comune. Gonfalone: drappo di bianco con la bordatura di verde D.P.R. del 2 marzo 2007 |                      |
|                                                                       | Castellucchio D'azzurro, alla torre aperta e finestrata (3) del campo, merlata di 3 alla ghibellina e terrazzata di verde. Ornamenti esteriori da Comune. D.P.R. del 13 agosto 1969 Gonfalone: drappo di azzurro… |                      |
|                                                                       | Castiglione delle Stiviere Di rosso, al cane, rampante, d'argento, collarinato dello stesso tra due staffe d'argento, la superiore nel cantone sinistro dello scudo, l'inferiore a destra dello stemma. |                      |
|                                                                       | Cavriana Di rosso, al capro rampante d'argento Gonfalone: Drappo di azzurro… |                      |
|                                                                       | Ceresara D'azzurro al ciliegio al naturale fruttato di rosso, sinistrato da un cane rampante d'argento nell'atto d'arrampicarsi; il tutto sostenuto da un terreno di verde. D.P.C.M. del 14 maggio 1992 Gonfalone: Drappo di bianco riccamente ornato di ricami d'argento e caricato dello stemma comunale con la iscrizione centrata in argento, recante la denominazione del Comune. |                      |
|                                                                       | Commessaggio Gonfalone: drappo di azzurro… |                      |
|                                                                       | Curtatone |                      |
|                                                                       | Dosolo D'argento al castello di rosso, torricellato di due pezzi del medesimo, merlato alla guelfa, murato di nero e sormontato da una cometa di giallo; in punta un fiume d'azzurro ondato d'argento. Ornamenti esteriori da Comune. D.P.R. del 24 luglio 1973 e registrato alla Corte dei Conti il 30 agosto 1973 al n. 282 Gonfalone: drappo troncato di bianco e di rosso… |                      |
|                                                                       | Gazoldo degli Ippoliti D'azzurro, alla fenice nella sua immortalità, movente da una campagna di verde e mirante un sole raggiante d'oro. Motto: Hinc vita Perennis. R.D. dell'8 marzo 1936 |                      |
|                                                                       | Gazzuolo D'argento, all'albero al naturale nodrito nella campagna di verde e sormontato da tre uccelli di nero, il primo ed il terzo rivolti. Ornamenti esteriori da Comune. Gonfalone: Drappo di colore verde, riccamente ornato di ricami di argento e caricato dello stemma comunale con l'iscrizione centrata in argento: COMUNE DI GAZZUOLO. Le parti di metallo ed i cordoni argentati. L'asta verticale sarà ricoperta di velluto verde con bullette argentate poste a spirale. Nella freccia sarà rappresentato lo stemma del Comune e sul gambo inciso il nome. Cravatta e nastri tricolorati dai colori nazionali frangiati d'argento. D.P.R. del 18 novembre 1959 |                      |
| Stemma proposto per l'approvazione ufficiale Stemma concesso nel 1926 | Goito D'oro con motivo architettonico romano dal quale pende, a destra e a sinistra, un cordone di alloro terminante in una testa di leone. R.D. del 26 agosto 1926, RR.LL.PP. 6 gennaio 1927 Gonfalone: drappo di rosso… |                      |
|                                                                       | Gonzaga D.P.R. del 29 luglio 1993 trascritto nel registro araldico dell'archivio centrale dello Stato il 17 settembre 1993 e registrato nei registri dell'ufficio araldico in data 28 settembre 1993 pagina 46 |                      |
|                                                                       | Guidizzolo Di oro, al calice in cuore, sostenuto da una mano di carnagione uscente da una manica di nero, il tutto circondato da due rami di alloro baccati, decussati, con riccio al naturale fermo sopra l'incrocio dei rami; alla campagna di verde. Ornamenti esteriori da Comune. D.P.R. del 21 dicembre 1956 |                      |
|                                                                       | Magnacavallo Campo di cielo, al cavallo posto su campagna erbosa, di verde, in atto di abboccare le abbondanti erbe, e sormontato da una stella a sei raggi, d'oro. Ornamenti esteriori di comune. |                      |
|                                                                       | Mantova D'argento, alla croce piena di rosso, accantonata alla destra del capo della testa di Virgilio al naturale posta di fronte, attorcigliata di un serto di alloro, con ornamenti esteriori da città. D.C.G. del 26 dicembre 1941 Gonfalone: Drappo bianco bordato di rosso, caricato nel centro dello stemma con l'iscrizione centrata in oro: "Città di Mantova. |                      |
|                                                                       | Marcaria Rocca con ponte di legno (levatoio) gettato su un fiume (Oglio) con scritta "lapillus" con serto d'alloro e corona che lo sormonta. Gonfalone: Drappo di cremisi… |                      |
|                                                                       | Mariana Mantovana |                      |
|                                                                       | Marmirolo Gonfalone: drappo di azzurro… |                      |
|                                                                       | Medole All'interno dello scudo in campo rosso due braccia impugnanti: la sinistra un mazzo di spighe, la destra una falce. All'esterno: sotto lo scudo due rami, uno di ulivo e l'altro di quercia, che si intersecano ed ascendono lateralmente, entrambi di colore verde di varie sfumature; sopra lo scudo una corona comunale argentea. Gonfalone: Drappo di stoffa a forma di stendardo a due colori in bande uguali e verticali: a sinistra di chi guarda colore bianco avorio, a destra colore rosso sangue di bue. Il bordo inferiore è a tre lobi orlati di frange. Al centro lo stemma comunale sormontato dalla scritta ad arco "COMUNE DI MEDOLE". Il campo del gonfalone è decorato da motivi floreali di colore argenteo. |                      |
|                                                                       | Moglia Semipartito troncato: nel primo, di azzurro, alle tre spighe di grano, impugnate, d'oro, legate d'argento; nel secondo, di rosso, alla stella di otto raggi, d'oro; nel terzo, di argento, al cavallo di nero, imbrigliato di rosso, rivoltato, fermo, posto a sinistra, trainante l'erpice di nero, con cinque denti visibili, posto a destra, cavallo ed erpice sostenuti dalla pianura di verde. Ornamenti esteriori da Comune. D.P.R. 21 dicembre 1989 in sostituzione del R.D. 25 febbraio 1926 Gonfalone: Drappo partito di rosso e d'azzurro… |                      |
|                                                                       | Monzambano Gonfalone: Drappo di azzurro… |                      |
|                                                                       | Motteggiana D'azzurro, all'aquila di nero, rostrata e armata d'oro, linguata e allumata di rosso, con la coda attraversante il colle superiore del monte alla italiana di dieci colli, d'oro, fondato in punta, essa aquila sormontata dalla lista bifida e svolazzante, convessa verso il capo, di argento, caricata dal motto, in lettere maiuscole di nero, ALTA A LONGE COGNOSCIT. Ornamenti esteriori da Comune. D.P.R. del 17 gennaio 2000 Gonfalone: Drappo di rosso riccamente ornato di ricami d'argento e caricato dallo stemma sopra descritto con la iscrizione centrata in argento, recante la denominazione del comune. D.P.R. del 17 gennaio 2000 |                      |
|                                                                       | Ostiglia Di rosso, a tre ostie cariche del nome di Gesù con in punta i tre chiodi della Passione, circondato da due rami di quercia e d'alloro annodati da un nastro dai colori nazionali e Corona comitale. R.D. del 28 gennaio 1938 Gonfalone: Drappo di colore azzurro riccamente ornato di ricami d'argento e caricato dello stemma comunale con l'iscrizione centrale in argento. D.C.G. del 7 maggio 1942 |                      |
|                                                                       | Pegognaga Gonfalone: drappo di bianco bordato di rosso… |                      |
|                                                                       | Piubega Un angelo alato nell'atto di suonare una tromba su uno sfondo azzurro, ornato da un ramo di quercia e di alloro intrecciati sovrastati da una torre merlata alla ghibellina. |                      |
|                                                                       | Poggio Rusco D'argento, al torrione di rosso con basamento a piramide tronca, murato di nero, merlato alla ghibellina, aperto e finestrato del campo, posto di tre quarti, addestrato da un albero al naturale; il tutto fondato su campagna di verde attraversata in punta da un corso d'acqua d'azzurro posto in banda su cui naviga una barca a vele spiegate al naturale. Ornamenti esteriori da Comune. Gonfalone: drappo di azzurro… |                      |
|                                                                       | Pomponesco |                      |
|                                                                       | Ponti sul Mincio Un castello con tre torri e il fiume Mincio. |                      |
|                                                                       | Porto Mantovano D.C.G. del 2 giugno 1934 Gonfalone: R.D. del 22 febbraio 1940 |                      |
|                                                                       | Quingentole |                      |
|                                                                       | Quistello D'argento, alla torre di rosso, merlata di due alla ghibellina, aperta e finestrata del campo. Ornamenti esteriori di Comune. DPR del 22 dicembre 1954 Gonfalone: Drappo partito di bianco e di rosso… |                      |
|                                                                       | Redondesco Troncato di azzurro e di verde, allo sgabello a tre gambe, al naturale. Ornamenti esteriori di Comune. |                      |
|                                                                       | Rivarolo Mantovano |                      |
|                                                                       | Rodigo D.P.R. del 4 ottobre 1952 nº5203 Gonfalone: Drappo di azzurro… |                      |
|                                                                       | Roncoferraro R.D. del 14 giugno 1934 |                      |
|                                                                       | Roverbella D'argento, al leone d'oro, accostato da un rovere di verde al naturale, il tutto terrazzato di verde. Ornamenti esteriori da Comune. D.C.G. del 10 dicembre 1935 Gonfalone: Drappo di azzurro… R.D. dell'8 marzo 1937 |                      |
|                                                                       | Sabbioneta |                      |
|                                                                       | San Benedetto Po D'oro, al serpente di verde, curvato in ovale, con la testa all'insù, rivoltata, abboccante la coda, esso serpente in ovale racchiudente la fede di carnagione, vestita di nero, uscente dal serpente, posta nel campo di cielo, accompagnata in punta dalla campagna di azzurro, fluttuosa di argento; ornamenti esteriori da comune. Gonfalone: Drappo di colore azzurro nel centro del quale è posto lo stemma dell'Ente, riccamente ornato di ricami d'argento e caricato dello stemma sopra descritto con la iscrizione centrata in argento, recante la denominazione del Comune. |                      |
|                                                                       | San Giacomo delle Segnate Campo di cielo, ad un albero di quercia al naturale, piantato tra due fiumi (Bondeno e Burana) scorrenti su terreno di verde; l'albero accompagnato ai lati del tronco dalle lettere S e B d'oro (Santi Benedicti), ed in punta da sei spighe di grano pure d'oro. Ornamenti esteriori da Comune. D.P.R. del 23 marzo 1954 Gonfalone: Drappo di colore azzurro, riccamente ornato di ricami d'argento e caricato dello stemma sopradescritto con l'iscrizione centrata in argento: Comune di San Giacomo delle Segnate. Le parti di metallo ed i cordoni saranno argentati. L'asta verticale sarà ricoperta di velluto azzurro con bullette argentate poste a spirale. Nella freccia sarà rappresentato lo stemma del Comune e sul gambo inciso il nome. Cravatta e nastri tricolorati dai colori nazionali frangiati d'argento. |                      |
|                                                                       | San Giorgio Bigarello |                      |
|                                                                       | San Giorgio di Mantova D.P.R. del 5 febbraio 1988 n. 1484 |                      |
|                                                                       | San Giovanni del Dosso D.P.R. del 4 maggio 1951 Gonfalone: drappo troncato di rosso e di bianco… |                      |
|                                                                       | San Martino dall'Argine Di oro al San Martino, montato su un cavallo, nello atto di porgere ad un povero, seminudo, un pezzo del proprio mantello di rosso, il tutto su campagna di verde. Gonfalone: Drappo semitrinciato e semitagliato di verde e di bianco, riccamente ornato di ricami d'argento e caricato dello stemma sopradescritto con l'iscrizione centrata in argento: Comune di San Martino dall'Argine. Le parti di metallo ed i cordoni sono argentati. L'asta verticale è ricoperta di velluto verde con bullette argentate poste a spirale. Nella freccia è rappresentato lo stemma del Comune e sul gambo inciso il nome. Cravatta e nastri tricolorati dai colori nazionali frangiati d'argento. |                      |
|                                                                       | Schivenoglia D'azzurro, alla quercia d'oro. Ornamenti esteriori di Comune. R.D. del 3 ottobre 1929 |                      |
|                                                                       | Sermide e Felonica |                      |
|                                                                       | Serravalle a Po D'argento ad una torre di rosso a due palchi, merlata alla ghibellina, rotonda, aperta e finestrata del campo, fondata sulla pianura erbosa, attraversante una fascia ondata d'azzurro. Lo scudo sarà fregiato della speciale corona di Comune. R.D. del 4 marzo 1926 Gonfalone: drappo partito di rosso e di bianco… |                      |
|                                                                       | Solferino Di azzurro, alla torre di argento, murata di nero, vista di spigolo, priva di merli, finestrata di nero, due finestre in fascia nella facciata a destra, due finestre ugualmente poste nella facciata a sinistra, chiusa dello stesso a sinistra, essa torre fondata sul basamento poliedrico, a tre facce visibili, di porpora, fondato in punta, e accompagnata in capo nel canton destro dal sole d'oro, e nel canton sinistro dalla crocetta scorciata di rosso. Sotto lo scudo, su lista bifida e svolazzante di azzurro, il motto, in lettere maiuscole di nero, LUX COMMUNIS HIC PROPRIA. Ornamenti esteriori da Città. D.P.R. del 24 luglio 2007 Gonfalone: drappo partito di rosso e di bianco… |                      |
|                                                                       | Sustinente Stemma diviso in due bande orizzontali. La banda superiore di colore azzurro e raffigurante la personificazione del fiume Po.la banda inferiore di colore oro rappresentante la pietra miliare 'AD SEPTIGENTA', pietra romana che diede origine al nome del comune. R.D. del 16 dicembre 1926. |                      |
|                                                                       | Suzzara D'azzurro, alla fenice sopra un rogo, sormontata da un sole raggiante nascente dal lembo superiore dello scudo, il tutto d'oro. Motto: POST. FATA. RESURGO. R.D. del 21 aprile 1927 Gonfalone: d'azzurro, al palo d'oro… |                      |
| Stemma come da blasone                                                | Viadana Di verde, al leone d'oro, sedente su un cuscino di rosso, e tenente con le branche anteriori un doppio giglio. D.C.G. del 2 giugno 1934 Gonfalone: drappo giallo rettangolare, riccamente ornato di ricami d'argento, bordato e frangiato d'oro, caricato al centro dello stemma comunale, sormontato da corona di città d'oro e recante in capo la denominazione di Città di Viadana; contornato a sinistra da una fronda di alloro di verde con le bacche d'oro e a destra da una fronda di quercia di verde con le ghiande d'oro annodati da un nastro tricolore. |                      |
|                                                                       | Villimpenta D'azzurro, al castello formato da tre torri quadrangolari riunite dalla cortina di muro e dall'edificio di forma composita, chiuso di due e finestrato di uno, unito a destra, le torri viste d'angolo, in prospettiva, la torre di destra, più alta, finestrata di due, la torre centrale e quella di sinistra finestrata di uno, torri e cortina merlate alla ghibellina, il tutto al naturale e fondato sulla fascia diminuita, di verde, uscente dallo specchio d'acqua, posto in punta a guisa di campagna, al naturale, riflettente l'immagine del castello, d'argento. Ornamenti esteriori da Comune. Gonfalone: Drappo di bianco riccamente ornato di ricami d'argento e caricato dello stemma civico con la iscrizione centrata in argento recante la denominazione del Comune. Le parti di metallo ed i cordoni saranno argentati. L'asta verticale sarà ricoperta di velluto bianco con bullette argentate poste a spirale. Nella freccia sarà rappresentato lo stemma del Comune e sul gambo inciso il nome. Cravatta con nastri tricolori dai colori nazionali frangiata d'argento. |                      |
|                                                                       | Volta Mantovana D'argento all'arco di volta in conci di pietra sostenente un castello con tre torri aperte del campo e uscente dai margine del medesimo. L'arco sovrasta una campagna di verde. Ornamenti esteriori di comune. D.P.C.M. del 19 ottobre 1962 |                      |

## Ex comuni
| Stemma | Ex Comune e blasonatura | Gonfalone |
| ------ | --- | --------- |
|        | Bigarello (dal 2019 parte del comune di San Giorgio Bigarello) |           |
|        | Borgoforte (dal 2014 soppresso per la costituzione del comune di Borgo Virgilio) D'azzurro, al castello merlato, torricellato di tre al naturale, aperto e finestrato del campo, su pianura erbosa di verde. Ornamenti esteriori da Comune. R.D. del 20 giugno 1930 |           |
|        | Felonica (dal 2017 incorporato nel comune di Sermide e Felonica) Una folaga a zampette diritte e ali spiegate. |           |
|        | Pieve di Coriano (dal 2018 soppresso per la costituzione del comune di Borgo Mantovano) Di rosso, alla torre di due palchi, d'argento, mattonata di nero, merlata alla guelfa, il primo palco aperto del campo e merlato di sette, il secondo finestrato di uno del campo e merlato di tre, sormontata dalle due spade d'argento, guarnite d'oro, poste in decusse, fondata sulla pianura di verde. Ornamenti esteriori da Comune. Gonfalone: Drappo di bianco riccamente ornato di ricami d'argento e caricato dello stemma sopra descritto con la iscrizione centrata in argento recante la denominazione del Comune. D.P.R. dell'11 aprile 1986 |           |
|        | Revere (dal 2018 soppresso per la costituzione del comune di Borgo Mantovano) Troncato: il primo ritroncato: A) di argento pieno; B) di rosso, all'aquila di argento, col volo abbassato, allumata di rosso, armata di nero; il secondo, di argento, alla torre di rosso, coperta dalla calotta sferica, dello stesso, mattonata di nero, aperta del campo, fondata in punta.Ornamenti esteriori da Comune. D.P.R. del 26 aprile 1991 Gonfalone: Drappo partito di bianco e di rosso riccamente ornato di ricami d'argento e caricato dello stemma sopra descritto con la iscrizione centrata in argento, recante la denominazione del Comune.     |           |
|        | Sermide (dal 2017 cambia denominazione in comune di Sermide e Felonica) Due serpi intrecciate, ritte sull'erba, con il motto: Latet hic anguis in herba. Gonfalone: Drappo di bianco… |           |
|        | Villa Poma (dal 2018 soppresso per la costituzione del comune di Borgo Mantovano) Circondato da alloro e sormontato da una corona, raffigurante all'interno l'effigie di Carlo Poma R.D. del 24 gennaio 1869 |           |
|        | Virgilio (dal 2014 soppresso per la costituzione del comune di Borgo Virgilio) Di argento, alla testa del poeta Virgilio, coronata di alloro. Ornamenti esteriori di Comune. D.P.R. del 5 giugno 1951 |           |